# Gymnopis syntrema
Gymnopis syntrema is een wormsalamander uit de Dermophiidae familie. De soort werd voor het eerst wetenschappelijk beschreven door Edward Drinker Cope in 1866. Oorspronkelijk werd de wetenschappelijke naam Siphonops syntremus gebruikt.
Gymnopis syntrema komt voor in Belize, Guatemala en Mexico. De wormsalamander wordt met uitsterven bedreigd omdat zijn leefomgeving wordt aangetast.